# Енде (народ)

Мапа розташування округу Енде.

Е́нде (власна назва ата-енде, ата-джао) — народ в Індонезії, в центральній частині острова Флорес; в адміністративному плані це округ Енде (індонез. Kabupaten Ende) провінції Східна Нуса-Тенґара
Поділяються на дві етнографічні групи: гірські та прибережні енде. Прибережна група становить дві третини всіх енде.

## Чисельність і розселення
Чисельність енде становить близько 110 тис. осіб.
Живуть переважно в південній частині округу Енде: райони Нангапанда, Енде, Ндона та ін. На заході межують з народами наге та кео, на півночі та сході — з ліо. Північ цього району — переважно гірська місцевість з гострими хребтами, зрідка зустрічаються заболочені території. На півдні розташована вузька рівнина. Лише 5 % території округу Енде можуть використовуватись для вирощування рису.

## Історія
Енде належать до корінного населення острова Флорес. У добу середньовіччя, мабуть, зазнали впливу яванської імперії Маджапагіт. До появи португальців у XVI ст. острів Флорес вже використовувався яванцями як торговий порт. У XVI—XVII ст. у регіон приходить іслам, розпочинається протиборство між мусульманами та християнами за вплив на місцеве населення. У XVII ст. з'являється новий гравець — голландці. 1793 року Голландська Ост-Індійська компанія уклала офіційну угоду з правителем Енде. 1799 року Флорес увійшов до складу Голландської Ост-Індії, але присутність голландців у регіоні була мінімальною.

## Поселення

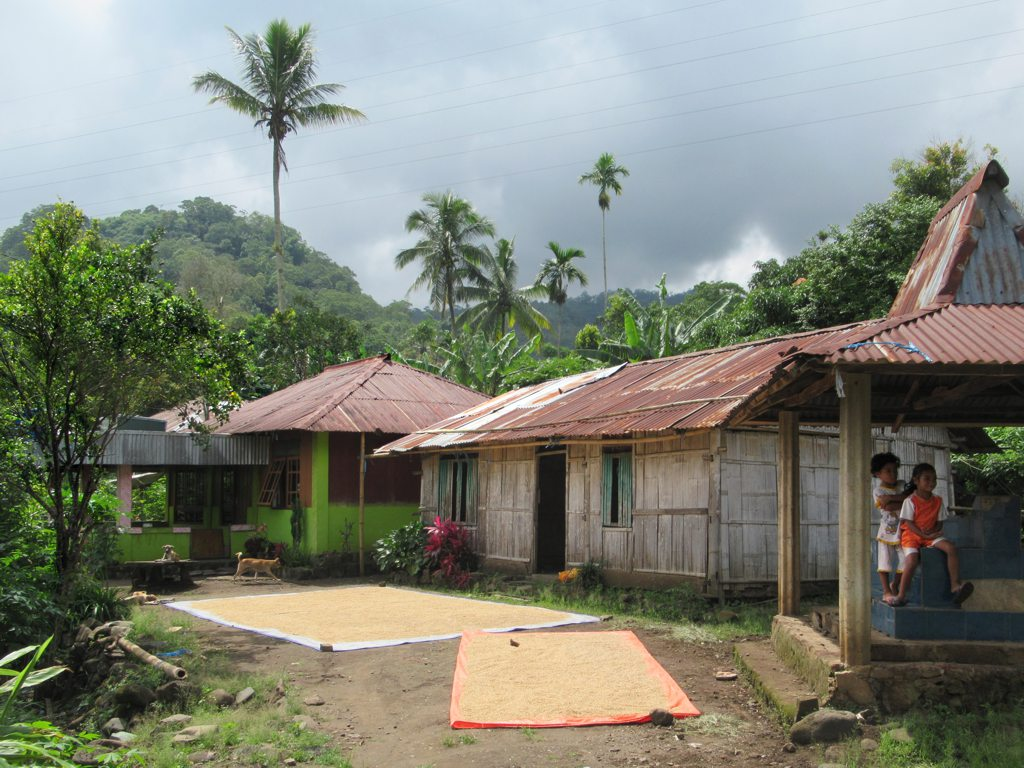
Подвір'я в селі Детусоко (округ Енде).

Села гірських енде розташовані в лощинах та на схилах гір. У минулому поселення налічували від 10 до 20 хат, кожна з яких була розрахована на розширену сім'ю. Це були довгі хати на палях з високим дахом, що спускається до землі. Тепер кожна нуклеарна сім'я в горах має власну хату, так само як і у прибережних енде. В старі часи кожне село населяла окрема патрилінійна родова група, але тепер у більшості поселень є й багато сторонніх.
У горах хати ставлять навколо центрального майдану (вева), на якому традиційно розташовувався вівтарний комплекс тубу-мусу-ора-ната з мегалітичними спорудами (тепер таких комплексів лишилося мало). Села в прибережних районах мають лінійне планування.

## Господарство
Традиційне заняття енде — підсічно-вогневе землеробство, головні продовольчі культури: маніок ('uwi 'ai), рис ('aré) і кукурудза (jawa). Основу товарної продукції становлять кокосові горіхи (nio), інші товарні культури: кава, свічкові горіхи (індонез. kemiri), горіхи кеш'ю, какао, гвоздика, ваніль; останнім часом до них додався маніок. Вирощують також овочі, бобові. Основними сільськогосподарськими інструментами є мотика та палиця-копачка. Тримають свиней, кіз, курей; зазвичай лише кілька господарств у селі мають велику рогату худобу, коней або буйволів. На морському узбережжі жителі займаються рибальством. Розвинені ткацтво та плетіння.

## Суспільство
Суспільство енде відзначається рівністю всіх людей за соціальним статусом. Ваджа — родові групи, що походять від спільного предка, не виконують будь-яких соціальних функцій. Родовід ведуть за чоловічою лінією. Існує кланова екзогамія.
Шлюб моногамний, патрилокальний, але поки молодий повністю не виплатить викуп за свою дружину, молоде подружжя живе в сім'ї батьків молодої. Перевага надається кроскузенним шлюбам. Майно успадковує старший син. Одружені сини зазвичай будують нову хату поруч із хатою своїх батьків.

## Вірування
60 % енде — християни, переважно католики, 40 % — мусульмани. Зберігаються пережитки традиційних вірувань. Енде шанують предків (ембу-каджо) та духів (ніту); існує також вища істота нгае, але люди рідко згадують її.

## Мова
Говорять мовою енде, яка належить до сумба-флореської групи центрально-східної гілки малайсько-полінезійських мов. Вона має два діалекти: енде та нгао.

## Побут
Здавна основу харчування енде становив маніок. Типова їжа з маніока називається уві-ндота, без неї люди не уявляють свого раціону. Їдять її разом із рибою; гарнір готують зі спеціями: перець чилі, куркума, лемонграс, сусу-роа (листя місцевої рослини, що має кислуватий смак). Однак багато людей вже відмовилося від традиційної їжі на користь рису, він вважається престижнішою їжею.
З давніх часів енде освітлювали свої хати за допомогою саморобних свічок, які виготовляли з горіхів свічкового дерева. Горіх розтирали на вату, обгортали її навколо палиці, й отримували таким чином освітлювальний прилад. Після того як горіхи свічкового дерева набули товарного значення, вони стали забезпечувати людям певний дохід, і виготовлення свічок стало невигідним.